# Supercoppa del Kosovo 2010
La 17ª edizione della Supercoppa del Kosovo si è svolta l'8 agosto 2010 allo stadio Agron Rama di Obilić tra il Trepça, vincitore della Superliga e Futbollit të Kosovës 2009-2010, e il Liria, vincitore della coppa nazionale.
Il Trepça ha conquistato il trofeo per la prima volta nella sua storia.

## Tabellino
| Arbitro: | Hasani |

|                       |           |  |
| Osmani 97’ Sejdiu 98’ | Marcatori |  |